# The Tiger's Trail
The Tiger's Trail er en amerikansk stumfilm fra 1919 af Robert Ellis, Paul C. Hurst og Louis J. Gasnier.

## Medvirkende
- Ruth Roland som Belle Boyd
- George Larkin som Jack Randall
- Mark Strong som Randolph Gordon
- Harry Moody som Tiger Face
- Fred Kohler som Shotwell